# Club Atlético El Linqueño
O Club Atlético El Linqueño, também conhecido como El Linqueño, é um clube esportivo localizado em Lincoln, cidade da província de Buenos Aires, na Argentina, fundado em 6 de junho de 1915.
A sua principal atividade é o futebol, onde atualmente joga no Torneo Federal A, terceira divisão do futebol argentino para clubes indiretamente afiliados à Associação do Futebol Argentino (AFA).
O clube manda seus jogos no estádio "Leonardo Costa", em Lincoln, do qual é proprietário, e cuja inauguração aconteceu em 1928, com capacidade atual para 6.000 espectadores.
Entre seus feitos, o clube logrou acessos ao Torneo Federal A (terceira divisão) em duas ocasiões: Torneo del Interior de 2014 e Torneo Regional Federal Amateur de 2022–23.